# Gottfried Pabst von Ohain
Gottfried Pabst von Ohain (getauft 30. März 1656 in Mohorn; † 19. Juli 1729 in Gottfriedsburg) war ein kursächsischer Oberzehntner und Bergrat aus der Familie Pabst von Ohain. Er gilt zusammen mit Johann Friedrich Böttger und Ehrenfried Walther von Tschirnhaus als Erfinder des Meißner Porzellans.

## Biographie

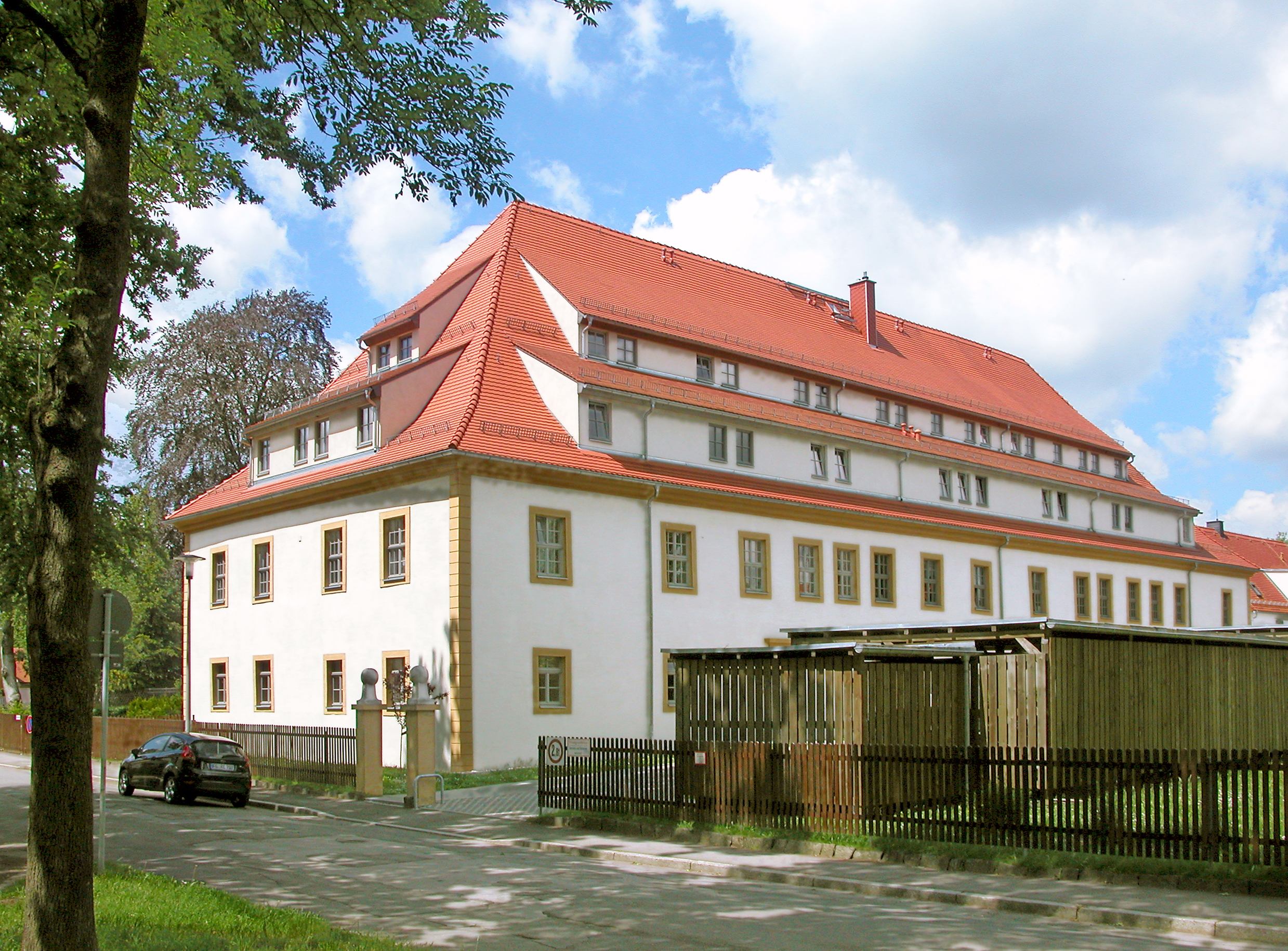
Das Herrenhaus von Gottfried Pabst von Ohain im ehemaligen Gottfriedsburg, später Friedeburg (Freiberg)

Gottfried Pabst von Ohain war der Sohn des gleichnamigen Mohorner Schulmeisters sowie ein Urenkel des evangelisch-lutherischen Pfarrers Michael Bapst. Sein eigener Sohn Carl Eugenius Pabst von Ohain widmete sich als sächsischer Berghauptmann ebenfalls dem Hüttenwesen und wurde ein bekannter Mineraloge.
Gottfried Pabst von Ohain wurde 1669 an der Freiberger Lateinschule aufgenommen und erhielt im Anschluss Unterricht in der Probierkunst und der Markscheiderei.
Nach Abschluss seiner Studien der Rechtswissenschaften, Mathematik, Physik, Probierkunst, Architektur und Zeichenlehre an der Universität Wittenberg bereiste er Europa. Neben Aufenthalten in England, Holland, Italien und der Schweiz wirkte Pabst als Hüttenchemiker des französischen Königs Ludwig XIV.
Anfangs übte er den Beruf eines Wardeins aus. 1698 trat er als Oberzehntner zu Freiberg in den kursächsischen Staatsdienst. Auf Order Augusts des Starken erfolgte am 24. November 1701 Pabst von Ohains Berufung nach Dresden, um die misslungenen Versuche des Alchimisten Johann Friedrich Böttger zur Goldherstellung zu begutachten. Nachdem Pabst von Ohain die Unmöglichkeit eines Erfolges beschrieben hatte, wurden die Versuche unter Leitung von Ehrenfried Walther von Tschirnhaus und Abraham von Schönberg auf die Herstellung europäischen Porzellans aufgenommen. 1702 erfolgte Pabst von Ohains Bestallung zum Bergrat am Oberbergamt. Seit 1704 war Pabst von Ohain Besitzer des Pragerschen Vorwerks von dem Freiberger Kreuztor.
In Dresden entstand ein alchimistisches Laboratorium in dem unter Regie Pabst von Ohains Freiberger Hüttenleute gemeinsam mit Böttger Versuche zur Porzellanherstellung unternahmen, bei deren Weiterführung auf der Albrechtsburg 1706 zunächst das rote Böttgersteinzeug entstand. Nachdem Ohain die Verwendung von Weißer Erde vom Heidelsberg bei Aue und Alabaster angeregt hatte und Tschirnhaus 1708 die Herstellung des ersten europäischen Porzellans gelungen war, wurde das Verfahren zur Herstellung des Meißner Porzellans durch Böttger verbessert und 1710 die Porzellanmanufaktur Meißen zur Aufnahme der Serienfertigung eingerichtet.
Auf seinem Besitz bei Freiberg ließ Pabst von Ohain Wirtschaften anlegen und auf dem Pragerschen Vorwerk entstand die Siedlung Gottfriedsburg, für die sich ab 1732 die Bezeichnung Friedeburg einbürgerte.
Nach Pabst von Ohain benannt wurden je eine Straße in Freiberg-Friedeburg und Mohorn sowie eine Schule in Freiberg.